# Anatolsk Hyrdehund
Den anatolske hyrdehund er en af de største hunderacer i verden. Den kan være højere end Grand danoisen. 

Navnet er lidt misvisende, da den ikke hjælper hyrden med at gænge fårene som en Border Collie, men er fårehyrdens vagthund særligt som hjælp mod ulve. Dette gør den ved at stille sig mellem flokken og ulvene og gøer som advarsel til både ulven og flokken. Er dette ikke nok til at holde ulven væk, og denne trænger sig tættere på flokken, så vil den Anatolske hyrdehund som sidste udvej angribe ulven uden hensynstagen til sit eget ve og vel.

Det er en ældgammel race, som nok er efterkommer af de store vogterhunde fra Mesopotamien.

## Udseende
Anatolsk hyrdehund
Vægt: 45-68 kg
Højde: 71-76 cm
Pels: overpelsen er glat og længden varierer meget afhængig af årstiden og hundens afstamning. Underpels: mellemlang og meget tæt, den kræver pelspleje et par gange om året i fældningstiden,
Kuldstørrelse: 5-10 hvalpe
Levetid: 12-15 år
Den Anatolske hyrdehund er muskuløs med tyk hals, bredt hoved og robust krop. Dens læber ligger stramt mod snuden, og den har trekantede hængende ører. Den måler 69 til 81 cm over skulderen og vejer mellem 36 og 68 kg; tæverne mindre og hanner større. Pelsen kan være ensfarvet ofte flødefarvet "sesam" og hvid, med store (melerede) pletter, som ikke må dække mere end 30% af kroppen. De kan have sort maske og/eller ører.

## Temperament
Den anatolske hyrdehund blev avlet til at være uafhængig og vedholdende, ansvarlig for sin egen og sin herres flok. Det gør den til en glimrende vogterhund, og en dybt hengiven hund for dens ejere og børn i særdeleshed. Hunden er uhyre selvstændig og ejerne skal med beslutsomhed og respekt for denne selvstændige hund opdrage den kærligt for at få en veltilpasset ledsager. Hundene er intelligente og lærenemme, men vælger ikke altid at adlyde. Den er ikke egnet til begyndere eller tilbageholdende ejere, ej heller er den egnet til at bo i hverken lejlighed eller forstadsvilla. Den hører hjemme ude på landet hvor der er masser af plads og god afstand til naboer, og allerhelst nogle husdyr den kan gå sammen med. Hundene er meget beskyttende over for alt og alle i husstanden og betragter alt på matriklen de går på som deres. De er kendt for at forsvare deres flok mod både ulve og bjørne.

## Sundhed
Der foreligger en sundhedsundersøgelse af anatolske hyrdehunde fra 2004. Den er udført af den Britiske Kennel Klub.

Gemnemsnitsalderen for de kun 23 hunde i undersøgelsen var 10,75 år. 

Det er den typiske levetid for racehunde, men den er flere år længere end de fleste andre store racer, som generelt har en levetid på 6-8 år.

De primære dødsårsager i sundhedsundersøgelsen var kræft (22%), "kombinationer" (17%), hjerte (13%) og alderdom (13%).

## Sundhedsproblemer
Baseret på 24 levende hunde er de mest almindelige sundhedsproblemer jf. ejerne: dermatologiske (hudsygdomme), muskler og led, og lipomas (fedtsvulster). Entropion og hoftedysplasi ses undertiden i racen.

Øjne og hofter skal skal testes før avlsbrug.

## Historie
Racen er sandsynligvis kommet til Tyrkiet omkring år 1000 e.Kr. med tyrkisksprogede indvandrere, selv om det er sandsynligt, at lignende hunde eksisterede for mindst 6000 år siden i Mesopotamien.

Mange tyrkiske opdrættere tror, at den anatolske hyrdehund var en krydsning af den tyrkiske kangal hund med akbash hunde. I løbet af de århundreder regionale variationer begyndte at udvikle sig, blev hundene kendt som coban kopegi, "hyrde hund". I 1970'erne blev vestlige avlsforeninger interesseret i hundene og udviklet standarder for de regionale racer; den anatolske hyrdehund er en af dem, der kommer fra det centrale Tyrkiet. De blev oprindeligt importeret til Storbritannien af forfatteren Charmian Hussey.
Der er hos jyske fåreavlere en voksende interesse for at købe anatolske hyrdehunde. Det skyldes indvandringen af ulve sydfra.
| Hund | Spire Denne hunderelaterede artikel er en spire som bør udbygges. Du er velkommen til at hjælpe Wikipedia ved at udvide den. |